# 千光寺 (徳島県藍住町)
千光寺（せんこうじ）は、徳島県板野郡藍住町に位置する寺院。宗派は高野山真言宗。宝殊山愛染院と号す。本尊は愛染明王。阿波西国三十三観音霊場第5番札所。
藍住町域の南端を東流する吉野川左岸の河岸段丘上に所在し、俗に阿波三坊のひとつとして梅之坊とも呼ばれる。

## 歴史
寺伝では、白鳳期に行基が開創したとの古刹伝承がある。以後の寺歴は未詳の部分が多いが、戦国時代には三好氏の保護をうける取立寺院のひとつで、「阿州三好記大状前書」によれば、奥野の「梅之寺」として寺領8貫文が与えられている。
初代徳島藩主・蜂須賀至鎮は当寺の臥竜梅を好んだことが「阿波志」に見える。現在の境内の臥竜梅は2代目のものというが、いまも観梅の寺として名高い。

## 前後の札所
阿波西国三十三観音霊場
4 光徳寺 ---- 5 千光寺 ---- 6 観音院

## 交通
- 徳島バス鍛冶屋原線（不動経由）／応神藍住線／北島藍住線／ゆめタウン徳島直行便（土・日・祝日のみ運行）「ゆめタウン徳島」下車、徒歩約10分。